# Saikyo femminile
Il Saikyo femminile (女流最強戦, lett. «Più forte giocatrice») è stato un titolo di Go giapponese, riservato alle professioniste giapponesi, disputato tra il 1999 e il 2008. La Senko Cup, disputata a partire dal 2016 secondo un formato simile, è talvolta identificata come una prosecuzione di questo torneo.
Lo sponsor della competizione era la Tokyo Seimitsu; la borsa della vincitrice era pari a 4,500,000 yen ($42,000). Nelle prime quattro edizioni il komi era pari a 5,5, portato a 6,5 nelle edizioni successive; il tempo di riflessione era pari a 1 ora, più 60 secondi di byoyomi.

## Albo d'oro
| Anno | Vincitore       | Secondo classificato |
| ---- | --------------- | -------------------- |
| 1999 | Shinkai Hiroko  | Yashiro Kumiko       |
| 2000 | Kato Tomoko     | Aoki Kikuyo          |
| 2001 | Aoki Kikuyo     | Yoshida Mika         |
| 2002 | Okada Yumiko    | Umezawa Yukari       |
| 2003 | Suzuki Ayumi    | Nakazawa Ayako       |
| 2004 | Shinkai Hiroko  | Okada Yumiko         |
| 2005 | Kobayashi Izumi | Konishi Kazuko       |
| 2006 | Xie Yimin       | Konishi Kazuko       |
| 2007 | Suzuki Ayumi    | Aoki Kikuyo          |
| 2008 | Kato Keiko      | Xie Yimin            |